# Oliver Russell (2e baron Ampthill)
Arthur Oliver Villiers Russell  (19 février 1869 - 7 juillet 1935) est un pair britannique, un rameur et un fonctionnaire. Il est gouverneur de Madras d'octobre 1900 à février 1906 et vice-roi par intérim de l'Inde d'avril à décembre 1904.
Russell est secrétaire privé adjoint de Joseph Chamberlain de 1895 à 1897, et secrétaire privé de celui-ci de 1897 à 1900, lorsqu'il est nommé gouverneur de Madras. Russell est comme vice-roi de l'Inde d'avril 1904 à décembre 1904, lorsque Lord Curzon est retourné en Angleterre.

## Jeunesse
Arthur Oliver Villiers Russell est né le 19 février 1869 à Rome. Il est le fils aîné du 1er baron Ampthill et de Lady Emily Theresa Villiers, qui est dame de la chambre de la reine Victoria et fille du 4e comte de Clarendon. Russell devient baron d'Ampthill à l'âge de 15 ans à la mort de son père. Il fait ses études à Chignell's, au Collège d'Eton et au New College d'Oxford, dont il obtient un diplôme en 1892 avec une distinction de troisième classe en histoire moderne. 

## Carrière Politique
En 1895, Russell est nommé secrétaire adjoint du secrétaire aux colonies, Joseph Chamberlain. En 1897, il est promu secrétaire privé, mais ne continue pas à ce poste en raison de sa sympathie avec les indigènes de l'Afrique du Sud et de l'Est, et de l'Inde.

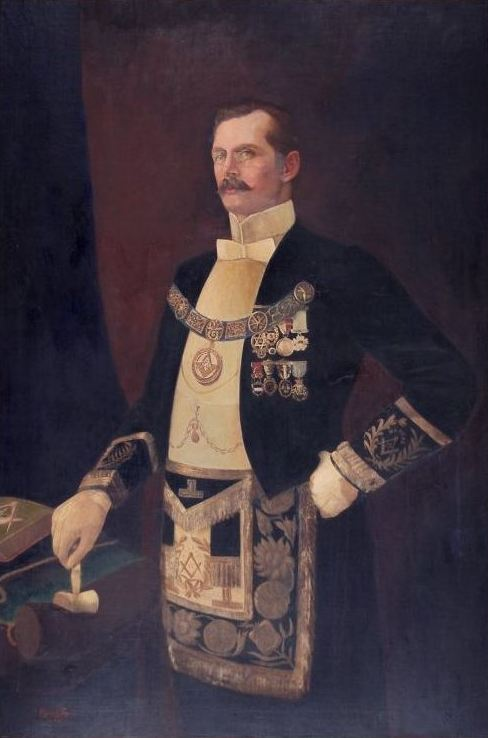
Lord Ampthill en decors maçonnique par Raja Ravi Varma

Russell est nommé gouverneur de la présidence de Madras le 5 septembre 1900 alors qu'il est âgé de 31 ans. Il occupe ce poste de 1900 à 1906, son mandat est presque contemporain de la vice-royauté de Lord Curzon. En tant que gouverneur de Madras, Ampthill inaugure le King Institute à Madras; le Rangaraya Medical College à Cocanada, le 4 décembre 1903; et le tramway de la forêt d'État de Cochin, ce dernier le 3 octobre 1905 . Pendant le mandat de Russell, la sympathie pour le mouvement Oriya pour la création d'une province distincte d'Orissa augmente et Russell s'oppose aux demandes de séparation des régions de Vizagapatam et de Ganjam parlant Oriya de Madras.
Lorsque le mandat de Lord Curzon prend fin en 1904, Russell est choisi pour assurer l'intérim comme vice-roi de l'Inde jusqu'à la nomination d'un nouveau vice-roi. Russell sert d'avril à décembre 1904 comme vice-roi de l'Inde. Pendant son mandat, les partisans d'une province distincte d'Orissa soumettent une pétition à cet effet à Russell. Cependant, Russell rejette toutes les demandes visant à créer une province distincte d'Orissa et à y inclure des zones de la présidence de Madras.
En tant que vice-roi, Russell est fidèle à Curzon et réussit à contrer les efforts de St John Brodrick (1er comte de Midleton), le Secrétaire d'État à l'Inde, qui voulait introduire des politiques anti-Curzon. Cependant, il n'a pas réussi contre Lord Kitchener, qui resserre sa mainmise sur le département militaire.

## Fin de carrière
De retour en Angleterre en 1906, Russell soutient la cause des Indiens en Afrique du Sud. Il préside un comité consultatif sur les étudiants indiens au Royaume-Uni, mais n'est pas d'accord avec le Secrétaire d'État à l'Inde, John Morley, sur la question des réformes constitutionnelles. En 1909, Russell écrit une introduction au livre de Joseph Doke MK Gandhi: un patriote indien en Afrique du Sud.
Le 13 juillet 1909, Lord Ampthill est nommé lieutenant adjoint du Bedfordshire. Il combat pendant la Première Guerre mondiale, au cours de laquelle il est mentionné à deux reprises dans des dépêches, et est l'un des cofondateurs du Parti national en 1917. Il prend sa retraite du service en 1926 avec le grade de colonel. Lord Ampthill est président du Magic Circle.
Après sa nomination comme gouverneur de Madras, Russell est nommé Chevalier Grand Commandeur de l'Ordre de l'Empire indien (GCIE) le 28 décembre 1900, peu de temps avant son départ pour l'Inde. Il est ensuite nommé Chevalier Grand Commandeur de l'étoile de l'Inde (GCSI) le 2 septembre 1904.
Lord Ampthill est mort d'une pneumonie 7 juillet 1935.

## Famille
Le 6 octobre 1894, Ampthill épouse Lady Margaret Lygon, la fille du 6e comte Beauchamp à Madresfield, Worcestershire, et ils ont cinq enfants:
- John Russell (1896–1973)
- Guy Russell (en) (1898-1977)
- Phyllis Margaret Russell, (3 juin 1900 - c.24 mai 1998)
- Edward Wriothesley Curzon Russell, (2 juin 1901 - 1982).
- Leopold Oliver Russell, (26 janvier 1907 - 1988)

Il est remplacé dans la baronnie par son fils aîné, John Russell.

## Aviron

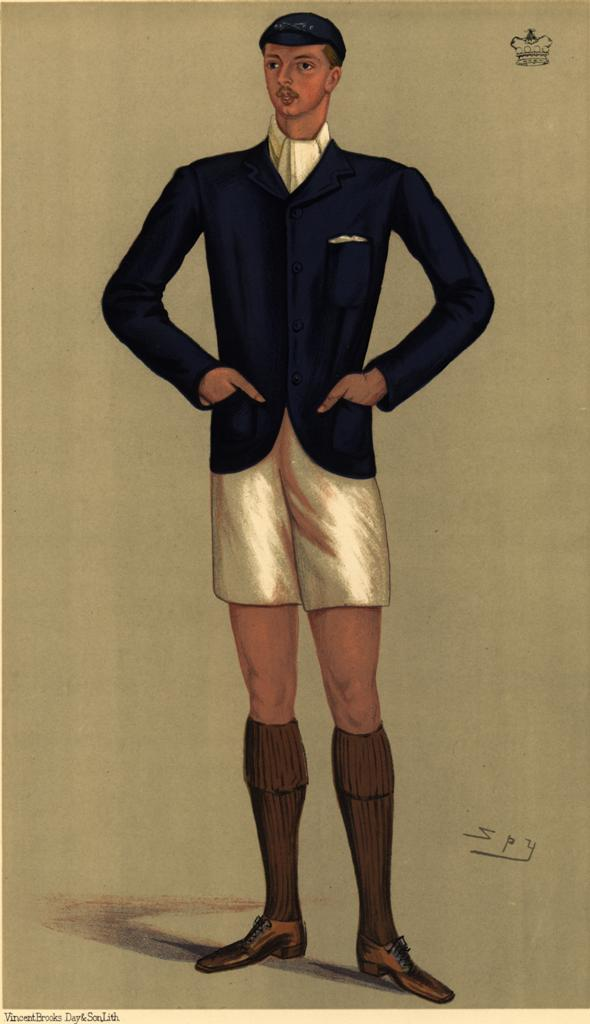
Caricature d'Arthur Russell en tant que président de l'OUBC par Spy in Vanity Fair, 1891

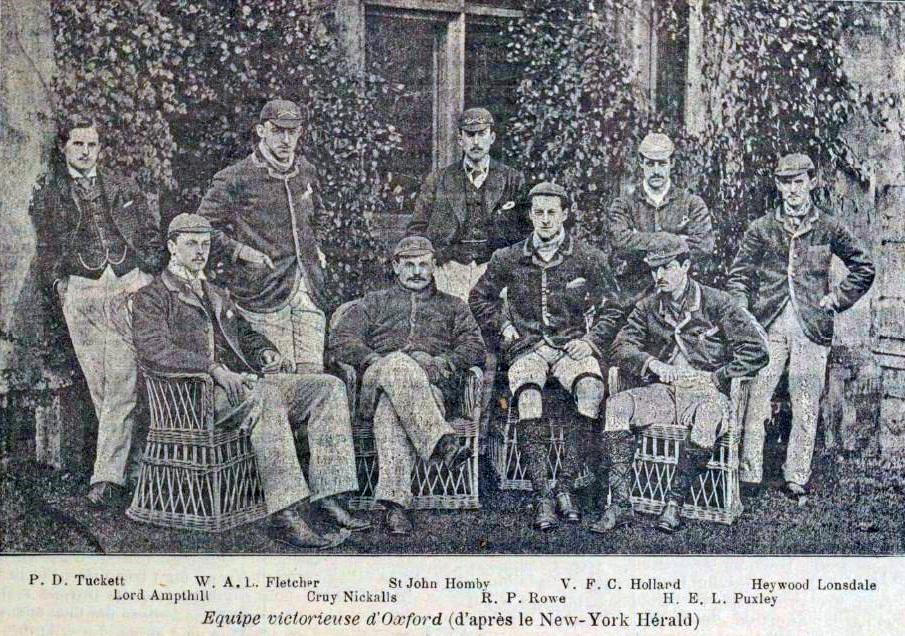
Ampthill avec l'équipe d'aviron d'Oxford 1890

Lord Ampthill commence à ramer à Eton. Il a d'abord une rame dans le Dreadnought le 1er mars 1885, avant d'être capitaine des bateaux en 1887 et 1888. À New College, Oxford Ampthill rame trois fois pour Oxford contre Cambridge dans la course de bateaux (1889 à 1891), gagnant deux fois. Il est président de l'OUBC et de l'Union d'Oxford en 1891. Après Oxford, il rame pour le Leander Club pendant un court moment, puis passe au London Rowing Club, devenant président du club en 1893, poste qu'il occupe pendant près de 40 ans jusqu'à sa mort en 1935.
En 1891, courant cette fois sous le nom de Leander, Lord Ampthill fait partie de l'équipage qui remporte la Grand Challenge Cup, établissant un nouveau record du parcours. Il renouvelle sa victoire aux Goblets, à nouveau avec Guy Nickalls. Lord Ampthill est élu steward de la Henley Royal Regatta en 1896, rôle qu'il joue jusqu'en 1900, puis à nouveau de 1910 à 1927.
Entre 1894 et 1898, Lord Ampthill est membre du premier Comité international olympique.

## Franc-maçonnerie
Ampthill est initié à l'Apollo University Lodge n ° 357, à Oxford, en 1890. Il va dans plusieurs loges, notamment Bard d'Avon Lodge No. 778, Hampton Court; Royal Alpha Lodge n° 16, Londres; et Grand Master Lodge No. 1, Londres. Il est nommé grand maître provincial du Bedfordshire en 1900 et grand maître du District de Madras de 1901 à 1906. Il est nommé par Arthur de Connaught et Strathearn grand maître  de la Grande Loge unie d'Angleterre, comme grand-maître adjoint de 1908 jusqu'à sa mort en 1935.
La loge Ampthill n° 3682 est consacrée en son nom en 1914 et continue de se réunir à Coimbatore, en Inde, sous la Grande Loge de District de Madras de la Grande Loge unie d'Angleterre. Elle a célébré son centenaire en 2014[réf. souhaitée].